# Tajmyrhalvøen
Tajmyrhalvøen (russisk: Таймы́рский полуо́стров, tr. Tajmýrskij poluóstrov) er en halvø i Sibirien i Rusland. Den udgør den nordligste del af det asiatiske fastland. Den ligger i Krasnojarsk kraj, og afgrænses af Jenisejbugten i vest, Karahavet mod nord, Khatangabugten mod sydøst og Laptevhavet i nordøst.
Landskabet på halvøen består hovedsagelig af arktisk tundra. Det højeste punkt er Byrrangabjergene, som når op til 1.146 meter over havet. Halvøen er tyndt befolket. De oprindelige indbyggerne var sibirske urfolk, som dolganer og nenetser. Længst mod nord på halvøen lever Nganasanere, som regnes som verdens nordligste folk. Russerne kom til området i 1500-tallet. De største byer er Dudinka og Norilsk.
Kysterne omkring Tajmyrhalvøen er normalt tilfrosset mellem september og juni. Sommeren er kort, specielt mod Laptevhavet i nordøst. Klimaet i de indre dele af halvøen er kontinentalt. Vintrene er hårde, med hyppige snestorme og ekstremt lave temperaturer.